# لیندا بلینگدام
لیندا بلینگدام (انگلیسی: Lynda Bellingham; ۳۱ مهٔ ۱۹۴۸ – ۱۹ اکتبر ۲۰۱۴) هنرپیشه، مجری تلویزیون و نویسنده اهل بریتانیا بود.